# Тюль-Юрбен-Сюд
Тюль-Юрбе́н-Сюд (фр. Tulle-Urbain-Sud) — кантон во Франции, находится в регионе Лимузен, департамент Коррез. Входит в состав округа Тюль.
Код INSEE кантона — 1926. В кантон Тюль-Юрбен-Сюд входит одна коммуна — Тюль.

## Население
Население кантона на 2007 год составляло 6 973 человека.
| 1962 | 1968 | 1975 | 1982 | 1990 | 1999 | 2006  | 2007  |
| ---- | ---- | ---- | ---- | ---- | ---- | ----- | ----- |
| —    | —    | —    | —    | —    | —    | 7 031 | 6 973 |